# لیتل ثتفورد
لیتل ثتفورد (به انگلیسی: Little Thetford) یک روستا و محله مدنی در بریتانیا است که در کمبریج‌شر واقع شده‌است. لیتل ثتفورد ۷۹۲ نفر جمعیت دارد.